# Highland Park (Metro de Los Ángeles)
Highland Park es una estación en la línea A del Metro de Los Ángeles y es administrada por la Autoridad de Transporte Metropolitano del Condado de Los Ángeles. La estación se encuentra localizada en Highland Park, Los Ángeles, California entre North Avenue 57 y Marmion Way.

## Atracciones
- Abbey San Encino
- Arroyo Seco Regional Library
- Highland Park Recreation Center
- Highland Theater
- L.A. Police Historical Museum
- Occidental College (en el barrio Eagle Rock)

## Conexiones de autobuses
- Metro Local: 81, 83, 256
- LADOT DASH: Highland Park/Eagle Rock
- Union Station: Los Angeles, Ca. Transportation Center